# Iwami (Shimane)
Iwami (石見町, Iwami-chō?) foi uma cidade localizada no Distrito de Ōchi, Shimane, Japão. Em 1 de outubro de 2004, a cidade de Iwami, Mizuho e a aldeia de Hasumi (todos do Distrito Ōchi) fundiram para formar a nova cidade de Ōnan. O nome Iwami também refere-se a uma região da Prefeitura de Shimane.
O aeroporto de Iwami em Masuda fica a 2 ou 3 horas de carro de Ōnan.
A partir de 2003, a cidade tinha uma população estimada em 6.337 habitantes e uma densidade demográfica de 46,13 pessoas por km ². A área total foi de 137,36 km².
- Este artigo foi inicialmente traduzido, total ou parcialmente, do artigo da Wikipédia em inglês cujo título é «Iwami, Shimane», especificamente desta versão.